# Askoldia variegata
Askoldia variegata är en fiskart som beskrevs av Pavlenko, 1910. Askoldia variegata ingår i släktet Askoldia och familjen taggryggade fiskar. Inga underarter finns listade.